# Chrysomya albiceps
Chrysomya albiceps är en tvåvingeart som först beskrevs av Christian Rudolph Wilhelm Wiedemann 1819.  Chrysomya albiceps ingår i släktet Chrysomya och familjen spyflugor. Inga underarter finns listade i Catalogue of Life.